# Agassiz’ Zwergbuntbarsch
Agassiz’ Zwergbuntbarsch (Apistogramma agassizii) ist eine Art aus der Familie der Buntbarsche und kommt in langsam fließenden oder stehenden Gewässern des amazonischen Tieflands vor. Er hält sich dort über der Falllaubschicht auf.

## Merkmale
Weibchen erreichen eine Körperlänge von etwa 7,5 Zentimetern, Männchen werden größer, sind farbiger und ihre Rücken- und Afterflosse ist am Ende zugespitzt. Vom Maul bis zur Schwanzflossenwurzel verläuft eine breite  dunkel Längsbinde. Ansonsten ist Agassiz’ Zwergbuntbarsch aufgrund des großen Verbreitungsgebietes farblich sehr variabel und es gibt Varianten mit überwiegend grüner oder gelblicher Färbung oder mit einem starken Rotanteil.
- Flossenformel: Dorsale XV–XVII/5–7
- Schuppenformel: mLR 22–24, SL 8–19/4–9

## Fortpflanzung
Agassiz’ Zwergbuntbarsch gehört zu den sogenannten Versteckbrütern und bildet Harems. Ein Weibchen legt ca. 150 Eier an der Decke einer Höhle ab und sorgt dabei per Flossenschlag für einen ständigen Wasseraustausch. Nach dem Schlüpfen werden die Larven in eine Mulde am Boden gebracht und bleiben dort, bis der Dottersack aufgebraucht ist. Anschließend sollte der Schwarm von Jungtieren mit Artemia-Nauplien gefüttert werden.

## Systematik
Agassiz’ Zwergbuntbarsch wurde im Jahr 1875 durch den österreichischen Zoologen Franz Steindachner unter der Bezeichnung Geophagus agassizii erstmals wissenschaftlich beschrieben. Ihren wissenschaftlichen Artnamen bekam die Art zu Ehren des Naturforschers Louis Agassiz. Die Gattung Apistogramma wurde erst 1913 durch den britischen Ichthyologen Charles Tate Regan eingeführt. Eine im November 2020 veröffentlichte Untersuchung der Kern- und mitochondrialen DNA von
1151 Individuen von Agassiz’ Zwergbuntbarsch, die an 35 verschiedenen Stellen rund um Iquitos im peruanischen Amazonasgebiet gesammelt wurde, ergab, dass die Tiere zu drei verschiedenen, äußerlich aber sehr ähnlichen Arten gehörten, die sich schon im Pliozän bzw. Pleistozän evolutiv voneinander getrennt haben. Berücksichtigt man das große, vom peruanischen Amazonasgebiet bis zur Amazonasmündung reichende Verbreitungsgebiet der heute unter der Bezeichnung Apistogramma agassizii geführten Zwergcichliden, muss man annehmen, das sich dahinter mehrere Dutzend kryptische Arten verbergen.

## Aquaristik

### Haltung und Pflege
Agassiz’ Buntbarsch ist heute ein beliebter Aquarienfisch, der meist mit anderen Zwergcichliden und Salmlern vergesellschaftet wird. Agassiz’ Buntbarsch ist allesfressend (omnivor). Im Aquarium eignet sich folgendes Futter: Lebendfutter (Tubifex, Stechmückenlarven), Frostfutter und Trockenfutter (Granulat, Futterflocken). Da die Fische aus Schwarzwasserflüssen stammen, empfiehlt sich Torffilterung.

### Rechtsvorschrift in Österreich
In Österreich sind die Mindestanforderungen zur Haltung von Fischen in der Verordnung 486 im §7 und deren Anlage 5 definiert. Siehe dazu auch den Wikipedia-Eintrag Zierfische.
Speziell für Agassiz’ Buntbarsche gilt zusätzlich: Die Fische müssen im Harem gehalten werden, das heißt ein Männchen mit mehreren Weibchen. Außerdem sind folgende Grenzwerte einzuhalten:
|                                  | Wert      | Anmerkung                         |
| -------------------------------- | --------- | --------------------------------- |
| Bereich für die Wassertemperatur | 22 – 30   | Grad Celsius [°C]                 |
| Bereich für die Wasserhärte      | 0 – 15    | Grad deutscher Gesamthärte [⁰dGH] |
| Bereich pH-Wert                  | 5,0 – 8,0 | Säuregrad                         |
| Maximalwert Nitrat               | 50        | [mg/l]                            |